# Paul Mbiybe Verdzekov
Paul Mbiybe Verdzekov, né le 22 janvier 1931 à Shisong et mort le 26 janvier 2010 est un prélat camerounais de l'Église catholique. Il a été évêque de Bamenda au Cameroun de 1970 à 1982 et archevêque de 1982 à 2006.

## Biographie
Né à Shisong le 22 janvier 1931, Paul Mbiybe Verdzekov a été ordonné prêtre le 20 décembre 1961.
Le 13 août 1970, il a été nommé évêque du nouveau diocèse de Bamenda. Verdzekov a reçu sa consécration épiscopale le 8 novembre suivant des mains de Julius Joseph Willem Peeters, évêque de Buéa, avec Yves-Joseph-Marie Plumey, alors évêque de Garoua, et Pierre-Célestin Nkou, évêque de Sangmélima, comme co-consécrateurs.
Le 18 mars 1982, il est devenu archevêque de Bamenda lorsque son diocèse a été élevé au rang d'archidiocèse par le pape Jean-Paul II. L'archevêque Verdzekov a pris sa retraite le 23 janvier 2006. Il est décédé en 2010, à l'âge de 79 ans, comme archevêque émérite de Bamenda.

## Référence
1. ↑  « Archbishop Paul Mbiybe Verdzekov [Catholic-Hierarchy] », sur www.catholic-hierarchy.org (consulté le 4 septembre 2022)